# Napier (Zuid-Afrika)
Napier is een dorp met 4200 inwoners, in de Zuid-Afrikaanse provincie West-Kaap. Napier behoort tot de gemeente Kaap Agulhas dat onderdeel van het district Overberg is.
Het dorp werd vernoemd naar de Britse generaal George Thomas Napier (1784-1855).

## Subplaatsen
Het nationaal instituut voor de statistiek, Stats SA, deelt sinds de census 2011 deze hoofdplaats in in 2 zogenaamde subplaatsen (sub place):
Napier SP • Tamatekraal.